# Seznam dílů pořadu Vesmírná technika
Seznam dílů pořadu Vesmírná technika uvádí chronologický přehled jednotlivých dílů. Tento původní český pořad vysílá od 24. září 2018 internetová televize MALL.TV. Cílem pořadu je představit zejména technické detaily o družicích, meziplanetárních sondách, vědeckých přístrojích, nosných raketách a další v kosmonautice používané pozemní techniky. Pořadem provází popularizátor kosmonautiky Dušan Majer. Desátý díl Vesmírné techniky (Zajímavosti raketových motorů) byl v roce 2019 zařazen do výběru česko-slovenské soutěže na přehlídce Academia film Olomouc. Od 15. června 2020 začal od 88. dílu se zpožděním přebírat jednotlivé díly pořadu populárně-naučný internetový magazín VTM.

## Díly
| Č. v pořadu | Podtéma | Název                                                               | Scénář          | Odborný poradce | Komentátor  | Datum premiéry     | Délka |
| ----------- | ------- | ------------------------------------------------------------------- | --------------- | --------------- | ----------- | ------------------ | ----- |
| 1           | 1       | Raketový motor Merlin                                               | Dušan Majer     |                 | Dušan Majer | 24. září 2018      | 3:46  |
| 2           | 2       | Jídlo ve vesmíru                                                    | Dušan Majer     |                 | Dušan Majer | 1. října 2018      | 4:06  |
| 3           | 3       | Vědecký přístroj Aladin                                             | Dušan Majer     |                 | Dušan Majer | 8. října 2018      | 4:33  |
| 4           | 4       | Raketa Delta II                                                     | Dušan Majer     |                 | Dušan Majer | 15. října 2018     | 4:25  |
| 5           | 5       | Vědecký přístroj ATLAS                                              | Dušan Majer     |                 | Dušan Majer | 22. října 2018     | 4:11  |
| 6           | 6.1     | Spací kóje                                                          | Dušan Majer     | Michal Václavík | Dušan Majer | 29. října 2018     | 6:16  |
| 7           | 6.2     | Spánek ve vesmíru                                                   | Dušan Majer     | Michal Václavík | Dušan Majer | 5. listopadu 2018  | 4:43  |
| 8           | 7.1     | Dělení raketových motorů a kosmických pohonů                        | Dušan Majer     | Michal Václavík | Dušan Majer | 12. listopadu 2018 | 4:45  |
| 9           | 7.2     | Části a parametry raketových motorů                                 | Dušan Majer     | Michal Václavík | Dušan Majer | 19. listopadu 2018 | 7:14  |
| 10          | 7.3     | Zajímavosti raketových motorů                                       | Dušan Majer     | Michal Václavík | Dušan Majer | 26. listopadu 2018 | 6:14  |
| 11          | 7.4     | Kapalné pohonné látky                                               | Dušan Majer     | Michal Václavík | Dušan Majer | 3. prosince 2018   | 6:24  |
| 12          | 8.1     | Před přistáním                                                      | Dušan Majer     | Michal Václavík | Dušan Majer | 10. prosince 2018  | 5:26  |
| 13          | 8.2     | Přistávání na tělesech bez atmosféry a s atmosférou                 | Dušan Majer     | Michal Václavík | Dušan Majer | 17. prosince 2018  | 5:04  |
| 14          | 8.3     | Přistávání na tělesech s atmosférou                                 | Dušan Majer     | Michal Václavík | Dušan Majer | 24. prosince 2018  | 4:46  |
| 15          | 9       | Nový rok a alkohol ve vesmíru                                       | Dušan Majer     | Michal Václavík | Dušan Majer | 1. ledna 2019      | 5:02  |
| 16          | 10      | Vědecký přístroj GEDI                                               | Dušan Majer     | Michal Václavík | Dušan Majer | 11. ledna 2019     | 6:47  |
| 17          | 11      | Vědecký přístroj ASIM                                               | Dušan Majer     | Michal Václavík | Dušan Majer | 18. ledna 2019     | 9:17  |
| 18          | 12.1    | Výzkum Pluta před New Horizons                                      | Dušan Majer     | Michal Václavík | Dušan Majer | 25. ledna 2019     | 5:04  |
| 19          | 12.2    | Těžká cesta k New Horizons                                          | Dušan Majer     | Michal Václavík | Dušan Majer | 1. února 2019      | 7:25  |
| 20          | 12.3    | Start a konstrukce New Horizons                                     | Michal Václavík | Michal Václavík | Dušan Majer | 8. února 2019      | 7:42  |
| 21          | 12.4    | Pohon, komunikace a zdroj energie New Horizons                      | Michal Václavík | Michal Václavík | Dušan Majer | 15. února 2019     | 7:47  |
| 22          | 13.1    | Jaderné zdroje elektrické energie                                   | Michal Václavík | Michal Václavík | Dušan Majer | 22. února 2019     | 6:19  |
| 23          | 13.2    | Výběr paliva pro RTG a jeho využití                                 | Michal Václavík | Michal Václavík | Dušan Majer | 1. března 2019     | 5:25  |
| 24          | 12.5    | Zobrazovací přístroje na New Horizons                               | Michal Václavík | Michal Václavík | Dušan Majer | 8. března 2019     | 7:35  |
| 25          | 12.6    | Analytické (nezobrazovací) přístroje na New Horizons                | Michal Václavík | Michal Václavík | Dušan Majer | 15. března 2019    | 8:11  |
| 26          | 12.7    | Vědecká mise New Horizons – 132524 APL a Jupiter                    | Michal Václavík | Michal Václavík | Dušan Majer | 22. března 2019    | 8:20  |
| 27          | 12.8    | New Horizons u Pluta a Ultima Thule                                 | Michal Václavík | Michal Václavík | Dušan Majer | 29. března 2019    | 9:42  |
| 28          | 14.1    | Základní představení rakety Electron                                | Michal Václavík | Michal Václavík | Dušan Majer | 5. dubna 2019      | 5:48  |
| 29          | 14.2    | Další detaily o raketě Electron                                     | Michal Václavík | Michal Václavík | Dušan Majer | 11. dubna 2019     | 7:45  |
| 30          | 15.1    | Úvod do historie protidružicových zbraní                            | Michal Václavík | Michal Václavík | Dušan Majer | 19. dubna 2019     | 11:26 |
| 31          | 15.2    | Vývoj amerických zbraní ASAT a první ostré použití                  | Michal Václavík | Michal Václavík | Dušan Majer | 26. dubna 2019     | 7:44  |
| 32          | 15.3    | Současné americké zbraně ASAT a jejich poslední ostré použití       | Michal Václavík | Michal Václavík | Dušan Majer | 3. května 2019     | 6:22  |
| 33          | 15.4    | Počátky sovětských protidružicových zbraní                          | Michal Václavík | Michal Václavík | Dušan Majer | 10. května 2019    | 9:26  |
| 34          | 15.5    | Sovětské protidružicové zbraně                                      | Michal Václavík | Michal Václavík | Dušan Majer | 18. května 2019    | 12:56 |
| 35          | 15.6    | Současné ruské zbraně ASAT a zajímavosti                            | Michal Václavík | Michal Václavík | Dušan Majer | 24. května 2019    | 10:14 |
| 36          | 15.7    | Čínské a indické protidružicové zbraně                              | Michal Václavík | Michal Václavík | Dušan Majer | 31. května 2019    | 10:11 |
| 37          | 16      | Vektorování tahu raketových motorů                                  | Michal Václavík | Michal Václavík | Dušan Majer | 7. června 2019     | 8:40  |
| 38          | 17      | Microgravity Science Glovebox                                       | Michal Václavík | Michal Václavík | Dušan Majer | 14. června 2019    | 12:03 |
| 39          | 18      | Bartery a plánování provozu ISS                                     | Michal Václavík | Michal Václavík | Dušan Majer | 21. června 2019    | 12:01 |
| 40          | 19      | Starty raket z podzemních sil                                       | Michal Václavík | Michal Václavík | Dušan Majer | 28. června 2019    | 10:05 |
| 41          | 20.1    | Podmínky pro vznik kosmodromu                                       | Michal Václavík | Michal Václavík | Dušan Majer | 5. července 2019   | 13:14 |
| 42          | 21      | Raketa Vega                                                         | Michal Václavík | Michal Václavík | Dušan Majer | 12. července 2019  | 12:44 |
| 43          | 20.2    | Sovětské a ruské kosmodromy                                         | Michal Václavík | Michal Václavík | Dušan Majer | 19. července 2019  | 14:23 |
| 44          | 20.3    | Americké kosmodromy (I)                                             | Michal Václavík | Michal Václavík | Dušan Majer | 26. července 2019  | 11:46 |
| 45          | 20.4    | Americké kosmodromy (II)                                            | Michal Václavík | Michal Václavík | Dušan Majer | 3. srpna 2019      | 12:03 |
| 46          | 20.5    | Čínské kosmodromy                                                   | Michal Václavík | Michal Václavík | Dušan Majer | 9. srpna 2019      | 11:46 |
| 47          | 20.6    | Japonské a indické kosmodromy                                       | Michal Václavík | Michal Václavík | Dušan Majer | 16. srpna 2019     | 10:41 |
| 48          | 20.7    | Evropské kosmodromy                                                 | Michal Václavík | Michal Václavík | Dušan Majer | 23. srpna 2019     | 17:24 |
| 49          | 20.8    | Kosmodromy Jižní Koreje, KLDR a Íránu                               | Michal Václavík | Michal Václavík | Dušan Majer | 30. srpna 2019     | 11:30 |
| 50          | 20.9    | Kosmodromy v Izraeli, na Novém Zélandu a na plovoucí plošině        | Michal Václavík | Michal Václavík | Dušan Majer | 6. září 2019       | 10:58 |
| 51          | 22      | Okna na ISS                                                         | Michal Václavík | Michal Václavík | Dušan Majer | 13. září 2019      | 8:19  |
| 52          | 23      | Sonda Luna 2                                                        | Michal Václavík | Michal Václavík | Dušan Majer | 20. září 2019      | 9:43  |
| 53          | 24.1    | Vývoj motoru RS-25 (SSME)                                           | Michal Václavík | Michal Václavík | Dušan Majer | 28. září 2019      | 11:18 |
| 54          | 24.2    | Konstrukce motoru RS-25 (SSME)                                      | Michal Václavík | Michal Václavík | Dušan Majer | 4. října 2019      | 8:12  |
| 55          | 24.3    | Zapálení a hoření motoru RS-25 (SSME)                               | Michal Václavík | Michal Václavík | Dušan Majer | 11. října 2019     | 7:48  |
| 56          | 25      | Experiment Matrjoška                                                | Michal Václavík | Michal Václavík | Dušan Majer | 18. října 2019     | 8:03  |
| 57          | 26.1    | Složitá cesta k projektu LISA                                       | Michal Václavík | Michal Václavík | Dušan Majer | 26. října 2019     | 11:25 |
| 58          | 26.2    | Konstrukce sondy LISA Pathfinder                                    | Michal Václavík | Michal Václavík | Dušan Majer | 1. listopadu 2019  | 9:46  |
| 59          | 26.3    | Jádro družice LISA Pathfinder                                       | Michal Václavík | Michal Václavík | Dušan Majer | 8. listopadu 2019  | 7:28  |
| 60          | 27.1    | Historie mise ExoMars 2016                                          | Michal Václavík | Michal Václavík | Dušan Majer | 15. listopadu 2019 | 10:17 |
| 61          | 27.2    | Konstrukce sondy Trace Gas Orbiter                                  | Michal Václavík | Michal Václavík | Dušan Majer | 22. listopadu 2019 | 9:26  |
| 62          | 27.3    | Vědecké přístroje na sondě TGO                                      | Michal Václavík | Michal Václavík | Dušan Majer | 29. listopadu 2019 | 11:19 |
| 63          | 27.4    | Cesta sondy TGO na oběžnou dráhu Marsu                              | Michal Václavík | Michal Václavík | Dušan Majer | 6. prosince 2019   | 12:01 |
| 64          | 27.5    | Konstrukce technologického demonstrátoru EDM                        | Michal Václavík | Michal Václavík | Dušan Majer | 13. prosince 2019  | 9:08  |
| 65          | 28      | Vánoce v kosmickém prostoru                                         | Michal Václavík | Michal Václavík | Dušan Majer | 20. prosince 2019  | 9:50  |
| 66          | 27.6    | Průběh přistání pouzdra EDM                                         | Michal Václavík | Michal Václavík | Dušan Majer | 27. prosince 2019  | 6:04  |
| 67          | 29.1    | Od raket Europa k raketám Ariane                                    | Michal Václavík | Michal Václavík | Dušan Majer | 3. ledna 2020      | 9:48  |
| 68          | 29.2    | Konstrukce rakety Ariane 1                                          | Michal Václavík | Michal Václavík | Dušan Majer | 10. ledna 2020     | 9:20  |
| 69          | 29.3    | Provoz rakety Ariane 1                                              | Michal Václavík | Michal Václavík | Dušan Majer | 17. ledna 2020     | 9:03  |
| 70          | 29.4    | Rakety Ariane 2 a 3                                                 | Michal Václavík | Michal Václavík | Dušan Majer | 25. ledna 2020     | 11:09 |
| 71          | 29.5    | Vývoj rakety Ariane 4                                               | Michal Václavík | Michal Václavík | Dušan Majer | 31. ledna 2020     | 9:28  |
| 72          | 29.6    | Druhý a třetí stupeň Ariane 4                                       | Michal Václavík | Michal Václavík | Dušan Majer | 7. února 2020      | 10:01 |
| 73          | 29.7    | Pomocné urychlovací stupně a statistika raket Ariane 4              | Michal Václavík | Michal Václavík | Dušan Majer | 15. února 2020     | 10:57 |
| 74          | 29.8    | Vznik rakety Ariane 5                                               | Michal Václavík | Michal Václavík | Dušan Majer | 21. února 2020     | 9:01  |
| 75          | 29.9    | Centrální stupeň EPC rakety Ariane 5                                | Michal Václavík | Michal Václavík | Dušan Majer | 29. února 2020     | 9:36  |
| 76          | 29.10   | Pomocné stupně EAP rakety Ariane 5                                  | Michal Václavík | Michal Václavík | Dušan Majer | 6. března 2020     | 8:06  |
| 77          | 29.11   | Horní stupeň EPS rakety Ariane 5                                    | Michal Václavík | Michal Václavík | Dušan Majer | 13. března 2020    | 10:16 |
| 78          | 29.12   | Vývoj rakety Ariane 5                                               | Michal Václavík | Michal Václavík | Dušan Majer | 20. března 2020    | 14:01 |
| 79          | 30      | Tajemstvím opředená družice Poljus                                  | Michal Václavík | Michal Václavík | Dušan Majer | 27. března 2020    | 14:01 |
| 80          | 31      | Komunikační síť Deep Space Network                                  | Michal Václavík | Michal Václavík | Dušan Majer | 3. dubna 2020      | 9:50  |
| 81          | 32      | První komerční geostacionární komunikační družice                   | Michal Václavík | Michal Václavík | Dušan Majer | 10. dubna 2020     | 12:51 |
| 82          | 33      | MarCO – první meziplanetární cubesaty                               | Michal Václavík | Michal Václavík | Dušan Majer | 17. dubna 2020     | 11:08 |
| 83          | 34.1    | Systém orientace a stabilizace ISS – ruská část                     | Michal Václavík | Michal Václavík | Dušan Majer | 24. dubna 2020     | 10:57 |
| 84          | 34.2    | Systém orientace a stabilizace ISS – americká část                  | Michal Václavík | Michal Václavík | Dušan Majer | 1. května 2020     | 7:48  |
| 85          | 35      | Raketa Dlouhý pochod 5                                              | Michal Václavík | Michal Václavík | Dušan Majer | 8. května 2020     | 12:41 |
| 86          | 36.1    | Cesta k miniraketoplánu X-37B                                       | Michal Václavík | Michal Václavík | Dušan Majer | 15. května 2020    | 12:23 |
| 87          | 36.2    | K čemu se miniraketoplán X-37B dá a nedá využít?                    | Michal Václavík | Michal Václavík | Dušan Majer | 22. května 2020    | 9:50  |
| 88          | 36.3    | Mise miniraketoplánu X-37B                                          | Michal Václavík | Michal Václavík | Dušan Majer | 29. května 2020    | 11:18 |
| 89          | 37.1    | Nosné rakety Start a Start-1                                        | Michal Václavík | Michal Václavík | Dušan Majer | 5. června 2020     | 12:06 |
| 90          | 37.2    | Nosné rakety Strela                                                 | Michal Václavík | Michal Václavík | Dušan Majer | 12. června 2020    | 8:09  |
| 91          | 37.3    | Nosné rakety Rokot                                                  | Michal Václavík | Michal Václavík | Dušan Majer | 19. června 2020    | 12:19 |
| 92          | 37.4    | Nosné rakety Vysota, Volna a Štil'                                  | Michal Václavík | Michal Václavík | Dušan Majer | 26. června 2020    | 9:25  |
| 93          | 37.5    | Nosné rakety Dněpr                                                  | Michal Václavík | Michal Václavík | Dušan Majer | 3. července 2020   | 10:53 |
| 94          | 37.6    | Nosné rakety Conestoga I a Minotaur I                               | Michal Václavík | Michal Václavík | Dušan Majer | 10. července 2020  | 12:34 |
| 95          | 37.7    | Nosné rakety Minotaur IV                                            | Michal Václavík | Michal Václavík | Dušan Majer | 17. července 2020  | 9:21  |
| 96          | 37.8    | Nosné rakety Minotaur V, Minotaur VI a Taurus 1110                  | Michal Václavík | Michal Václavík | Dušan Majer | 24. července 2020  | 8:26  |
| 97          | 38.1    | Sonda LADEE – konstrukce                                            | Michal Václavík | Michal Václavík | Dušan Majer | 31. července 2020  | 7:14  |
| 98          | 38.2    | Sonda LADEE – vědecké přístroje                                     | Michal Václavík | Michal Václavík | Dušan Majer | 7. srpna 2020      | 7:07  |
| 99          | 38.3    | Sonda LADEE – průběh mise                                           | Michal Václavík | Michal Václavík | Dušan Majer | 14. srpna 2020     | 6:43  |
| 100         | 39      | Slavíme 100. díl!                                                   | Michal Václavík | Michal Václavík | Dušan Majer | 21. srpna 2020     | 10:01 |
| 101         | 40.1    | Dlouhá cesta k observatoři Spektr-R                                 | Michal Václavík | Michal Václavík | Dušan Majer | 28. srpna 2020     | 9:15  |
| 102         | 40.2    | Spektr-R – Konstrukce a anténa                                      | Michal Václavík | Michal Václavík | Dušan Majer | 4. září 2020       | 6:33  |
| 103         | 40.3    | Spektr-R – Vědecké přístroje a česká stopa                          | Michal Václavík | Michal Václavík | Dušan Majer | 11. září 2020      | 9:22  |
| 104         | 41      | Vědecké vybavení Veggie                                             | Michal Václavík | Michal Václavík | Dušan Majer | 18. září 2020      | 9:37  |
| 105         | 42      | Program výškových raket Vertikal                                    | Michal Václavík | Michal Václavík | Dušan Majer | 25. září 2020      | 8:23  |
| 106         | 43.1    | Vznik sovětského programu Fobos                                     | Michal Václavík | Michal Václavík | Dušan Majer | 2. října 2020      | 6:35  |
| 107         | 43.2    | Konstrukce sovětských sond Fobos                                    | Michal Václavík | Michal Václavík | Dušan Majer | 9. října 2020      | 8:50  |
| 108         | 43.3    | Vědecké přístroje na sondách Fobos                                  | Michal Václavík | Michal Václavík | Dušan Majer | 16. října 2020     | 8:05  |
| 109         | 43.4    | Průběh misí Fobos 1 a Fobos 2                                       | Michal Václavík | Michal Václavík | Dušan Majer | 23. října 2020     | 7:53  |
| 110         | 43.5    | Vědecké přínosy programu Fobos                                      | Michal Václavík | Michal Václavík | Dušan Majer | 30. října 2020     | 5:55  |
| 111         | 44      | Americká sonda LCROSS                                               | Michal Václavík | Michal Václavík | Dušan Majer | 6. listopadu 2020  | 9:04  |
| 112         | 45      | Družicový komunikační systém TDRSS                                  | Michal Václavík | Michal Václavík | Dušan Majer | 13. listopadu 2020 | 11:34 |
| 113         | 46.1    | Úvod do systémů podpory života                                      | Michal Václavík | Michal Václavík | Dušan Majer | 20. listopadu 2020 | 10:25 |
| 114         | 46.2    | Systémy podpory života – dýchatelná atmosféra                       | Michal Václavík | Michal Václavík | Dušan Majer | 27. listopadu 2020 | 10:27 |
| 115         | 46.3    | Systémy podpory života – voda                                       | Michal Václavík | Michal Václavík | Dušan Majer | 4. prosince 2020   | 7:06  |
| 116         | 46.4    | Systémy podpory života – jídlo a pití                               | Michal Václavík | Michal Václavík | Dušan Majer | 11. prosince 2020  | 7:16  |
| 117         | 47.1    | Sovětská sonda Luna 16 – přípravy a přistání                        | Michal Václavík | Michal Václavík | Dušan Majer | 19. prosince 2020  | 9:28  |
| 118         | 47.2    | Sovětská sonda Luna 16 – odběr vzorků a návrat                      | Michal Václavík | Michal Václavík | Dušan Majer | 25. prosince 2020  | 11:57 |
| 119         | 47.3    | Sovětské sondy Luna 18 a 20                                         | Michal Václavík | Michal Václavík | Dušan Majer | 1. ledna 2021      | 10:16 |
| 120         | 47.4    | Sovětská sonda Luna 23                                              | Michal Václavík | Michal Václavík | Dušan Majer | 8. ledna 2021      | 5:11  |
| 121         | 47.5    | Sovětská sonda Luna 24                                              | Michal Václavík | Michal Václavík | Dušan Majer | 15. ledna 2021     | 8:10  |
| 122         | 48.1    | Sonda ISEE-3 (historie a popis)                                     | Michal Václavík | Michal Václavík | Dušan Majer | 22. ledna 2021     | 8:58  |
| 123         | 48.2    | Sonda ISEE-3 (první vědecká fáze)                                   | Michal Václavík | Michal Václavík | Dušan Majer | 29. ledna 2021     | 7:43  |
| 124         | 48.3    | Sonda ISEE-3 (průzkum zemské magnetosféry)                          | Michal Václavík | Michal Václavík | Dušan Majer | 5. února 2021      | 6:20  |
| 125         | 48.4    | Sonda ISEE-3/ICE (zkoumání komety a návrat k Zemi)                  | Michal Václavík | Michal Václavík | Dušan Majer | 12. února 2021     | 8:00  |
| 126         | 49.1    | Japonské výškové rakety Kappa a Lambda                              | Michal Václavík | Michal Václavík | Dušan Majer | 20. února 2021     | 7:47  |
| 127         | 49.2    | Japonské rakety Lambda 3H a Lambda 4S                               | Michal Václavík | Michal Václavík | Dušan Majer | 26. února 2021     | 11:02 |
| 128         | 50.1    | Cesta k sondě Mars Pathfinder                                       | Michal Václavík | Michal Václavík | Dušan Majer | 5. března 2021     | 9:08  |
| 129         | 50.2    | Sonda Mars Pathfinder – konstrukce přeletové části a přistání       | Michal Václavík | Michal Václavík | Dušan Majer | 13. března 2021    | 9:06  |
| 130         | 50.3    | Mars Pathfinder – konstrukce a vědecké vybavení povrchové platformy | Michal Václavík | Michal Václavík | Dušan Majer | 19. března 2021    | 7:29  |
| 131         | 50.4    | Mars Pathfinder – rover Sojourner                                   | Michal Václavík | Michal Václavík | Dušan Majer | 26. března 2021    | 7:41  |
| 132         | 50.5    | Mars Pathfinder – vědecké vybavení roveru Sojourner                 | Michal Václavík | Michal Václavík | Dušan Majer | 2. dubna 2021      | 8:55  |